# Kirguistán en los Juegos Olímpicos de Tokio 2020
Kirguistán estuvo representado en los Juegos Olímpicos de Tokio 2020 por un total de 17 deportistas, 11 hombres y 6 mujeres, que compitieron en 7 deportes.
Los portadores de la bandera en la ceremonia de apertura fueron el nadador Denis Petrashov y la tiradora Kanykei Kubanychbekova.

## Medallistas
El equipo olímpico kirguís obtuvo las siguientes medallas:
| Nombre               | Deporte            | Competición |
| -------------------- | ------------------ | ----------- |
| Oro                  |                    |             |
| —                    |                    |             |
| Plata                |                    |             |
| Akzhol Majmudov      | Lucha grecorromana | 77 kg M     |
| Aisuluu Tynybekova   | Lucha libre        | 62 kg F     |
| Bronce               |                    |             |
| Meerim Zhumanazarova | Lucha libre        | 68 kg F     |